# Британский формат парламентских дебатов
Британский формат Парламентских дебатов сформировался в начале XX века в Великобритании совершенно обособленно от форматов Линкольна-Дугласа и Полиси-дебатов, которые возникли в США и являются базовыми для всех последующих разновидностей Парламентских дебатов.
Ведущими центрами, в которых сформировался этот формат, являются университеты городов Оксфорда, Кембриджа, Лимерика (Ирландия), Дархема, Бристоля, Глазго (Шотландия), Эдинбурга (Шотландия). Сегодня этот формат наиболее широко представлен в Великобритании и Ирландии, а также в других странах Европы, и является официальным форматом Мировых чемпионатов по Парламентским дебатам.
Британский формат представляет собой модель британского парламента, в которой две утверждающие команды (команды Правительства) и две отрицающие команды (команды Оппозиции), состоящие из двух спикеров каждая, пытаются убедить в своей правоте судью. Команды, в зависимости от судейского решения, по окончании раунда получают места от первого до четвёртого. Первое место получает лучшая команда в руки, четвёртое соответственно худшая. На турнирах за каждое место присуждается определенное количество командных очков. Первое место — 3, второе — 2, третье − 1, четвёртое — 0

## Британский формат: порядок выступлений спикеров[1]
| Спикер                                                         | Время выступления | Функции |
| -------------------------------------------------------------- | ----------------- | --- |
| Премьер-министр (I спикер I правительства)                     | 7 минут           | Интерпретация предложения (темы, резолюции) дебатов, ясно связанная с данной темой, то есть её сужение или специфический ракурс. Данное «сужение» должно представлять собой предложение решить некоторую проблему, Далее, необходимо представить кейс своей команды, который представляет собой следующую аргументационную структуру: 1. Важность проблемы; 2. Причина проблемы; 3. Средство исправления; 4. Преимущества; Возможна и другая структура кейса: 1. Аргумент (причина и проблема); 2. Аргумент (решение, средство исправления); 3. Аргумент (результаты и преимущества). Возможно, раскрытие кейса по аспектам: 1. аргумент (политический); 2. аргумент (социальный); 3. аргумент (экономический). |
| Лидер Оппозиции (I спикер первой оппозиции)                    | 7 минут           | Сначала следует отреагировать на интерпретацию, сделанную правительством. Затем опровергнуть все или самые важные аргументы, выдвинутые правительством и объяснить причины, по которым они недействительны в свете того, что утверждает ваша сторона. Здесь возможно следование следующей структуре: 1. Проблема не существует; 2. Причина неправомерна; 3. Данное решение (средство исправления) работать не будет; 4. Преимущества и результаты определены неправильно, или недостатки их «перевешивают». Возможно введение собственного кейса, который должен носить взаимоисключающий характер. |
| Заместитель Премьер-министра (II спикер первого правительства) | 7 минут           | Следует продолжать развивать аргументацию своей команды. Привести контраргументы и доказательства того, что сказал первый спикер оппозиции. Затем, следует поддержать своего товарища по команде, прояснив слабые или спорные суждения и восстановив свой кейс новыми доказательствами, фактами, примерами. |
| Заместитель лидера Оппозиции (II спикер первой оппозиции)      | 7 минут           | Как и второй спикер правительства, вы должны поддержать своего партнёра по команде. Но вдвое больше времени следует потратить на опровержение суждений, высказанных предшествующим оппонентом. Следует быть максимально конструктивным, приводя многочисленные факты и примеры в поддержку своей позиции. |
| Член Правительства (I спикер второго правительства)            | 7 минут           | Следует ввести «расширение», то есть новое содержание (новые линии аргументации, новая перспектива, ракурс или контекст рассмотрения). Не считается хорошим «расширением» пересказ другими словами того, что уже заявило первое правительство, предложение новых фактов и примеров, а также нового средства исправления (плана). При этом не следует противоречить коллегам из первого правительства. При развитии своего кейса следует одновременно использовать его для опровержения суждений второго спикера оппозиции. |
| Член Оппозиции (I спикер второй оппозиции)                     | 7 минут           | Это трудная роль в значении стратегии. Вы не можете произнести речь, состоящую на 100 % из опровержения (rebuttal) и вы также ограничены тем, что ваш партнёр в соответствии с его ролью не сможет уделить много времени развитию своего кейса (см. роль Секретаря Оппозиции /Opposition Whip/). Следует заранее продумать стратегию выступления. Следует изложить суть аргументационной линии своей команды и оппозиции в целом и сосредоточиться на опровержении «расширения», сделанным в предшествующей речи оппонентов. При этом не следует забывать отреагировать на его возражения по поводу выступления члена 1 оппозиции, поддержав своего коллегу.                                                    |
| Секретарь Правительства (II спикер второго правительства)      | 7 минут           | Обоих «секретарей» накажут, если они не смогут суммировать точку зрения своей команды и опровергнуть (rebut) оппонентов. Следует выполнить две задачи: опровергнуть суждения предшествующего оппонента и резюмировать точку зрения своей команды и правительства в целом. Итак, следует: 1. резюмировать линию своей команды; 2. резюмировать доводы первого Правительства; 3. опровергнуть доводы оппозиции. Следует помнить о конкуренции со своими коллегами из первого правительства и ответить на вопрос: «Почему судьи должны голосовать за правительство в целом и за вторую команду в частности». |
| Секретарь Оппозиции (II спикер второй оппозиции)               | 7 минут           | Опровержение, опровержение и ещё раз опровержение. При этом значительное количество времени (2-2.5 минуты) следует уделить подведению итогов. Не следует приводить новые аргументы. В речи опровержения возможно приведение новых показательных примеров в качестве контраргументов. Следует ответить на вопрос: «Почему судьи должны голосовать за оппозицию в целом и за вторую команду в частности». Вы можете использовать последнюю «защищённую» минуту, чтобы подвести итог всем дебатам, а не только вашей речи, это возможно противоречит структуре речи, как написано в учебниках, но это довольно распространённая практика.                                                                          |

- — характерной чертой этого формата является отсутствие перекрестных вопросов (то есть периодов времени, когда спикер одной команды задаёт вопросы спикеру другой команды). Вместо них используются так называемые запросы информации (небольшие вопросы или ремарки, которые спикеры должны произносить во время речи спикера оппонентов с его разрешения).

- -  — в Парламентских дебатах отсутствует время для подготовки между речами, что делает этот формат очень динамичным.

- -     -  — приведенный выше порядок речей в рамках британского формата является далеко не единственным. В частности существует порядок, согласно которому сначала выступают все первые спикеры, а затем — все вторые; существуют также порядки речей для раундов, где играют не команды, а индивидуальные спикеры[2]. Например, в Австралии практикуется соревнование между двумя командами, которые состоят из 3 человек, в режиме победа-поражение.

## Турниры и чемпионаты по британскому формату
Сегодня проходит большое количество региональных, национальных и международных турниров по парламентским дебатам. Самым крупным является Чемпионат мира. В этих соревнованиях принимают участие около 300 команд из более чем 100 университетов из примерно 70 стран.
Первый чемпионат мира состоялся в 1980 году в Глазго. Изначально он проводился в разных форматах, но начиная с 1996 года (Корк, Ирландия) официально Британский парламентский был принят основным форматом чемпионатов мира.

## Особенности британского формата
Особенности британских парламентских дебатов можно свести к двум группам. Первая группа — это «особенности духа, философии» Парламентских дебатов. Среди них можно выделить следующие положения:

### Особенности духа и философии дебатов
1. Внимание к импровизации. Особенностью Парламентских дебатов является то, что дебатеры узнают тему раунда за 15 мин. до его начала. При подготовке они могут пользоваться любыми источниками информации кроме электронных, а после начала раунда они не могут пользоваться никакими источниками. Это значительно отличается от Полиси-дебатов, где объявляется единственная тема на год, подготовку которой (сбор информации, анализ и подготовка утверждающих и отрицающих позиций) команда осуществляет на протяжении всего учебного года. Таким образом элемент импровизации, а с ним живости, неожиданности в полиси дебатах зачастую отсутствует.
2. Особенная информативность. Разумеется, хорошо подготовленный в информативном плане дебатер имеет больше шансов победить, чем плохо подготовленный. Но подготовка к дебатам в вопросах поиска информации значительно отличается в полиси-\\ и Парламентских дебатах. Имея единственную тему на сезон дебатёры, которые играют в полиси дебаты, постоянно ищут информацию для поддержки разработанных аргументов. Таким образом они накапливают целые тома информации, которые постоянно имеют при себе на турнирах и используют во время раундов. Что касается дебатеров, играющих в Парламентские дебаты, то они, не зная конкретной темы, которую они будут обсуждать, осуществляют так называемый «общий поиск»: они пытаются накопить и систематизировать информацию из как можно более широкого спектра проблем. Определяющим в данном случае является количество информации. Частично облегчает дебатерам задание то, что они знают общую тему турнира, в котором принимают участие. В целом идеальный дебатер для Парламентских дебатов — это хорошо информированный в широком круге вопросов и начитанный студент.
3. Подготовка. В принципе, всю подготовку к раунду дебатеры в Парламентских дебатах осуществляют именно во время «общего поиска». За 15 мин., которые у них есть перед раундом, можно пересмотреть словарь или последние газеты, но не больше. Целесообразнее использовать эти 15 минут для лучшей структуризации позиции или оптимизации стратегии. Если сравнивать подготовку с учёбой, то подготовка к Парламентским дебатам — это базовый курс, а к Полиси — спецкурс. Дебатеры в Политических дебатах «копают» в глубину, а дебатеры в Парламентских дебатах — в ширину.
4. Ограничения. В Парламентских дебатах существуют определённые ограничения на информацию, которая может быть использована дебатерами. Информация, которую использует утверждающая команда, должна быть понятна хорошо осведомленному и начитанному человеку. Если она выходит за эти границы, отрицающая команда может прибегнуть к специальной защите «Специальные знания» («specific information» or «specialized knowledge») и заявить, что утверждающая команда ставит их в неравные условия и не позволяет обеспечить столкновение мнений. Если это так, утверждающая команда должна проиграть. Подобной привилегией владеет лишь отрицающая команда[3]. Но в случае, если утверждающая команда может назвать источник информации и за короткий срок времени (2-3 мин. во время конструктивной речи Премьер-министра) способна объяснить суть этой информации, она не будет считаться специальной.
5. Специфичность средств убеждения. Наиболее распространённым средством убеждения в Парламентских дебатах являются умозаключения и аргументы. В то время как в полиси-дебатах не менее важным средством являются доказательства (факты). Подобные различия объясняются быстротой и динамичностью Парламентских дебатов. Для этого формата очень актуальным является умение строить разные типы аргументов за короткий период времени. Для полиси дебатов актуальнее является умение качественно и содержательно разработать позицию. Что же касается противоположного к убеждению умения — умения отрицать, то оно также характеризуется определенной спецификой. Для Парламентских дебатов опровержение аргументов оппонентов пункт-за-пунктом (point-by-point) является менее важным, чем для полиси дебатов или Дебатов Линкольна-Дугласа. Главным для данного формата является отрицание основных направлений аргументации, которые предлагают оппоненты. Важное значение приобретает умение построить собственную линию аргументации таким образом, чтобы она одновременно отбивала/отрицала линию аргументации оппонентов. Подобный сложный технический прием называется cross-apply (обратное использование).
6. Публичный характер. Парламентские дебаты задумывались, в первую очередь, как публичный формат дебатов. Их первоочередной целью является заинтересовать аудиторию. Этим и объясняется их динамичность и мобильность. Следовательно, одним из принципов Парламентских дебатов является максимальная доступность содержания речей для аудитории. Этим Парламентские дебаты отличаются от двух форматов, которые рассматривались выше. Для них характерным и обычным было использование «технической аргументации», то есть критика дебатных приемов и средств, которые используют оппоненты.

## Развитие дебатов
Развитием дебатов занимаются влиятельные общественные и международные организации.
Международная образовательная ассоциация дебатов (IDEA) была создана в 1999 году для того, чтобы организовывать и развивать дебаты, а также связанные с ними формы деятельности. Изначально IDEA создавалась для координации пилотных дебатных программ Института «Открытого общества» (The Open Society Institute). Однако сейчас Ассоциацию смело можно назвать самым влиятельным в мире независимым дебатным сообществом, которое объединяет организации, дебатные клубы и отдельных дебатеров, разделяющих ценности IDEA: содействие взаимопониманию и распространению демократических ценностей. Деятельность IDEA — это широкий спектр образовательных и стратегических инициатив: от разработки обучающих программ и тренингов до международных студенческих обменов и ежегодных, столь знаменитых международных молодёжных форумов. IDEA зарегистрирована в Нидерландах, Соединенных Штатах Америки, Великобритании и организовывает дебаты более чем в 50 государствах по всему миру более чем на 60 языках. Координационный центр IDEA в России базируется в Санкт-Петербурге, в Центрально-Азиатском регионе — в Бишкеке.
В Санкт-Петербурге дебатное движение развивается усилиями созданной в 2011 году Санкт-Петербургской Федерации дебатов. Федерация сотрудничает с дебат-клубами петербургских университетов, предоставляя необходимых для игры в дебаты тренеров и судей, и организовывает турниры и публичные мероприятия. Среди проектов Федерации «Высшая Лига дебатов» — турнир, на котором дебатеры спорят на актуальные темы перед широкой аудиторией. За время существования турнира его гостями были Павел Дуров, Андрей Ургант и другие. Помимо этого, Федерация дебатов проводит тренинги для начинающих и опытных дебатеров, в ходе которых тренеры делятся фактологическими знаниями, обучают основам аргументации и специфике британского формата парламентских дебатов.
На Украине дебатное движение развивают ВМГО «Дебатная Академия» и Федерация Дебатов Украины.